# La Mer (bài hát)
"La Mer" (bằng tiếng Pháp, tạm dịch: "Biển") là một bài hát do ca sĩ kiêm người viết ca khúc người Pháp Charles Trenet đặt lời và thể hiện. Bài hát có phần nhạc do Léo Chauliac sáng tác vào năm 1943 và được Trenet ghi âm vào tháng 3 năm 1946. Bài hát đã vượt khỏi phạm vi nước Pháp, phổ biến ở cả Hoa Kỳ qua bản tiếng Anh có nhan đề "Beyond the Sea" do Bobby Darin thể hiện. Tính đến năm 2001, đã có gần 4.000 phiên bản thể hiện ca khúc này với nhiều ngôn ngữ khác nhau.

## Lịch sử
Năm 1943 (có nguồn ghi tháng 7 năm 1942) trên một chuyến tàu (thường chạy ven bờ biển) trong hành trình đến Montpellier và Perpignan (có nguồn ghi trong hành trình từ Sète đến Montpellier) cùng ca sĩ Roland Gerbeau, nghệ sĩ dương cầm Léo Chauliac và viên thư ký, Charles Trenet đã viết lời ca khúc "La Mer" trên giấy vệ sinh trong vòng 20 phút. "Biển" ở đây không phải là Địa Trung Hải mà là đầm Thau đang phô bày qua ô cửa toa tàu. Phần nhạc do Léo Chauliac sáng tác về sau. Tuy vậy, Trenet chưa tin tưởng vào tiềm năng của ca khúc mà ông cho là "trang nghiêm và xưa cũ" nên chưa đăng ký bài hát ngay. Ngay ca sĩ Suzy Solidor khi được Trenet mời hát ca khúc này cũng từ chối với lý do: "Bài hát về biển ấy à, mỗi ngày có cả mươi bài gửi cho tôi!"
Cuối năm 1945, Roland Gerbeau thu âm ca khúc này cùng Renée Lebas..
 Năm 1946, nhà phát hành âm nhạc Raoul Breton thúc đẩy Trenet tự thể hiện bài hát này với phần nhạc của Albert Lasry. Bản chuyển thể "Beyond the Sea" (lời tiếng Anh của Jack Lawrence) ra đời trong chuyến đi của Trenet tới Hoa Kỳ cùng năm đó đã mang lại thành công to lớn cho "La Mer".
Có nguồn cho rằng "La Mer" mang tính hoài cổ và ấn tượng.

## Hát lại
"La Mer" đã được nhiều nghệ sĩ trình bày lại, như:
- Đầu thập niên 1960, Cliff Richard và ban nhạc The Shawdows hát lại bài này.
- Năm 1976, Dalida hát lại bài này (có điều chỉnh phần nhạc) và ghi âm vào đĩa LP Coup de chapeau au passé.
- Năm 2004, In-Grid hát lại bài này trong album La vie en rose.

## Phiên bản ngôn ngữ khác

### Bản tiếng Anh
"La Mer" được Jack Lawrence đặt lời tiếng Anh (không liên quan về nội dung với lời tiếng Pháp) và đặt nhan đề là "Beyond the Sea". Tuy nhiều nghệ sĩ đã thể hiện bản này, bao gồm Benny Goodman, Mantovani, Roger Williams và Gisele MacKenzie nhưng phiên bản 1960 của Bobby Darin vẫn được biết đến nhều nhất, từng xếp ở vị trí thứ 6 trên bảng xếp hạng Billboard Hot 100. Trước Darin, "Beyond the Sea" đã lọt top 40 hai lần vào những năm 1948 (bản của Goodman) và 1956 (bản của Williams, vị trí cao nhất: 37).
Sau này có nhiều nghệ sĩ khác tiếp tục thể hiện lại "Beyond the Sea", gồm Lawrence Welk, Martin Denny, Bent Thalmay, Dick Jordan, Helen Shapiro, Johnny Mathis, We Five, The Sandpipers, Sacha Distel, George Benson, Bobby Caldwell, Carol Welsman, Eric Comstock, Gene Nery, Robbie Williams, Barry Manilow, Rod Stewart và Miguel Bosé.

### Bản ngôn ngữ khác
Bản tiếng Ý có nhan đề "Il Mare" do Pasquale Panella đặt lời và do Sergio Cammariere thể hiện. Bản tiếng Hà Lan có nhan đề "De zee" do Johnny Steggerda cùng Jack Bess đặt lời vào năm 1970 và được Lize Marke thể hiện. Năm 2008, có thêm một phiên bản với lời mới bằng tiếng Hà Lan của Herman Pieter de Boer.

## Sử dụng

### Điện ảnh
| - Tinker Tailor Soldier Spy (2011): Julio Iglesias hát bài này - Locked In (2010) - La Rafle (The Round Up) - Ein starkes Team: Das grosse Fressen (2009) - Hello My Love (2009) - The Diving Bell and the Butterfly (Le Scaphandre et le Papillon) (2007) - Kỳ nghỉ hè của Bean (2007) - Saturday Night Live (2007) - Man Of The Year (2006) - Angel-A (2005) - Beyond the Sea (2004): Kevin Spacey hát bài này - The Dreamers (2003) - Finding Nemo (2003): Robbie Williams hát bài này - Austin Powers in Goldmember (2002) - Bains-douches (2001) | - Giải cứu binh nhì Ryan (1998) - A Life Less Ordinary (1997) - French Kiss (1995): Kevin Kline hát bài này - Funny Bones (1995) - Apollo 13 (1995) - Bitter Moon (1992) - L.A. Story (1991): có ở phần mở màn - Father of the Bride (1991) - I Love You AB (1991) - Goodfellas (1990) - Édith et Marcel (1983) - A Safe Place (1971) - Le sang des bêtes (1949): nhân vật đồ tể trong phim có hát bài "La Mer". - Every Girl Should Be Married (1948): phần nhạc của "La Mer" được dùng rộng rãi trong phim hài này. |

### Truyền hình
- Mất tích (Lost): bản "La Mer" bằng tiếng Pháp được nhân vật Shannon hát trong tập 12 - "Whatever the Case May Be" (2004), mùa thứ nhất của loạt phim truyền hình Mất tích.
- The Simpsons: tập 19 - "The Squirt and the Whale" (2010), mùa thứ 21 của loạt phim hoạt hình The Simpsons cũng phát bài "La Mer" ở cuối tập phim.
- Derrick: bài hát cũng có trong tập 7 - "Kỳ nghỉ ở Madeira" (1975) của loạt phim truyền hình Tây Đức Derrick.
- Hồ sơ tuyệt mật (The X-Files): tập 13, mùa 1 "Beyond the Sea" (1994)
- From the Earth to the Moon: tập 1 - "Can we do This?" (1998)

### Trò chơi điện tử
- BioShock: trong trò chơi này có đoạn hòa tấu "La Mer" do Biréli Lagrène thể hiện.
- BioShock 2: phiên bản đặc biệt của BioShock 2 có bài này.
- Suikoden IV: phần đồ họa mở màn có đoạn nhạc hòa tấu do Yasuhiro Kobayashi thể hiện.

### Khác
- Truyện tranh Astérix chez Rahàzade của René Goscinny và Albert Uderzo có trích đoạn "La Mer".